# Jordi Vilaró i Sarradell
Jordi Vilaró i Sarradell (Badalona, 11 d'abril de 1965) és intèrpret de tible de la cobla La Principal del Llobregat, compositor de sardanes, director de la cobla Iluro i professor de tible de l'ESMUC. És el director de la cobla de l'ESMUC. Fou director de la Banda de Música d'Igualada.
Va començar a tocar el tible l'any 1979 quan s'iniciava la cobla juvenil Marinada de Badalona. Després, l'any 1986 va passar a la Principal de Barcelona, i després, el 1991, a la cobla La Principal del Llobregat.
Ha escrit una dotzena de sardanes i estudia direcció amb Salvador Brotons. Com a curiositat, va tocar el tible en Un pont de mar blava de Lluís Llach.